# Wendy Holdener
Wendy Holdener, švicarska alpska smučarka, * 12. maj 1993, Unteriberg, Švica. 

## Dosežki v svetovnem pokalu

### Skupni seštevek
- 1 mali kristalni globus – (1 kombinacija)

| Sezona | Disciplina  |
| ------ | ----------- |
| 2016   | Kombinacija |

### Uvrstitve v skupnem seštevku
| Sezona | Starost | Skupni seštevek | Slalom | Veleslalom | Superveleslalom | Smuk | Kombinacija |
| ------ | ------- | --------------- | ------ | ---------- | --------------- | ---- | ----------- |
| 2011   | 17      | 89              | 38     | —          | —               | 49   | 27          |
| 2012   | 18      | 67              | 31     | —          | —               | —    | 19          |
| 2013   | 19      | 20              | 6      | 42         | —               | —    | 33          |
| 2014   | 20      | 29              | 10     | 35         | —               | —    | 12          |
| 2015   | 21      | 22              | 8      | 43         | 52              | —    | 7           |

### Zmage v svetovnem pokalu
- 2 zmagi – (1 paralelna tekma, 1 kombinacija)
- 7 stopničk– (4 slalom, 1 paralelna, 2 kombinacija)